# قبيله باعيسى
قبيلة باعيسى قبيلة عربية من قبائل دحية منتشرة في جنوب حضرموت, وأهل البادية (البدو) , والبعض منهم من مديرية بضه هي إحدى قرى الجمهورية اليمنية. تتبع جغرافيا لمحافظة حضرموت وإداريًا لمديرية دوعن.
قبيلة باعيسى من سكان وادي الدوعن وفي حضرموت في قرية اللسك وهم من بني مخزوم بطن قريش من ولد خالد بن الوليد المخزومي، ويرجع نسبهم إلى محمد بن علي بن عبد الله بن أحمد بن سعيد بن عيسى بن إبراهيم محمد بن إسحاق بن علي بن عيسى بن محمد بن إسماعيل بن أبي عيسى محمد بن عبد الرحمن بن موسى بن شعيب بن علي بن عبد الله بن أبان بن الحكم بن عيسى بن هشام بن خالد بن عمرو بن خالد بن الوليد المخزومي الصحابي رضي الله عنه.
تنقسم قبيلة باعيسى إلى قسمين اثنين:
- القسم الأول من بني (عمران).
- القسم الثاني من بني (عيسى).